# Aeropuerto Internacional Capitán FAP José A. Quiñones
El Aeropuerto Internacional Capitán FAP José Abelardo Quiñones Gonzáles  (IATA:CIX, OACI:SPHI), es un aeropuerto internacional que sirve a la ciudad peruana de Chiclayo.
Fue inaugurado el 16 de abril de 1956 y elevado a la Categoría de Aeropuerto Internacional con R.D. N.º 0022-94 MTC en marzo de 1994.
Recibe el nombre del héroe nacional José Quiñones Gonzales, natural de Pimentel. 
A partir de marzo de 2008 es operado por Aeropuertos del Perú empresa privada que logró la concesión de dicho aeropuerto en 2006. Es el principal terminal del departamento de Lambayeque, uno de los más poblados del país. Actualmente recibe vuelos comerciales regulares de las empresas Copa Airlines, LATAM Perú y Star Perú.

## Remodelación del Aeropuerto 2015
La ampliación y modernización del aeropuerto internacional de Chiclayo se tiene planificada con una inversión superior a los 350 millones de soles. Las obras incluyen una rehabilitación integral la pista de aterrizaje y además un nuevo terminal de pasajeros.
El MTC indicó que las obras en el aeropuerto se realizarán en el segundo semestre del 2015; el proyecto incluye el acondicionamiento de las instalaciones no solo para pasajeros, sino también para la exportación de los bienes producidos en la región.
Modernización de la pista de aterrizaje, esta será reemplazada en su totalidad por una nueva de concreto de 35 cm de espesor, con capacidad para recibir aviones de gran tonelaje provenientes de cualquier parte del mundo. Durante los primeros 7 meses de las obras se trabajará en la ampliación de la pista temporal, que será la pista de la base aérea de la FAP contigua al aeropuerto, el resto de los trabajos tendrán una duración de 11 meses.
La autoridad regional de Transportes de Lambayeque, ha proyectado una segunda fase de las obras, que consiste en ampliar las instalaciones del aeropuerto y colocar mangas para que los pasajeros aborden los aviones como en Lima.

## Planes de expansión 2016 - 2021
Aeropuertos del Perú tiene un plan de renovación que precisará US$260 millones, entre el mejoramiento de la pista y la ampliación del terminal de pasajeros. Esto es parte de la propuesta realizada a Copa Airlines para abrir la ruta internacional a Panamá. Asimismo, Chiclayo es un destino que puede convertirse en el ‘hub’ internacional de la Macro Región Norte , y que por su ubicación geográfica puede comunicarse fácilmente con ciudades como Trujillo, Piura e Iquitos, y generar un polo de atracción comercial con potencial para movilizar a 5,5 millones de pasajeros.

Además de los US$ 64 millones que se invertirán en 2016 en el lado aire, se invertirá en los siguientes años US$ 398,585,429 millones para la modernización y ampliación integral de todas las instalaciones del aeropuerto José Quiñones. Las obras comprenden una nueva terminal de dos niveles hacia el sur de la actual terminal, siete puertas de embarque, terminal de carga, nuevas calles de rodaje para aeronaves; plataforma de aviación general, comercial y carga; construcción de una nueva torre de control, bloque de servicios, Estación SEI, Parking/Accesos/viabilidad y una planta de combustible.
En febrero de 2019, se iniciaron oficialmente los trabajos de rehabilitación de pista pista de aterrizaje, balisaje y cerco perimetrico; todas valorizadas en 43 millones de USD. 
Asimismo en esta primera etapa de obras, se implementarán plataformas ,sistemas de drenaje y pista de rodaje paralela a la pista. 
Los trabajos durarán 18 meses y estarán listos en julio de 2020, año en el cual se empezará con la construcción del nuevo terminal de pasajeros al sur del terminal actual.

## Impulso a vuelos del Nororiente y al Ecuador
La Dirección General de Aeronáutica Civil (DGAC), tiene como objetivo en el 2017 promover que más aerolíneas vuelen a destinos del nororiente del país, con interés de promover ruta aérea entre Chiclayo, Cajamarca, Jaén , Chachapoyas y  Tarapoto; los vuelos transfronterizos con Guayaquil y Quito, en Ecuador. Para ello se analiza una serie de incentivos para impulsar estos vuelos comerciales, entre los cuales está la subvención de los pasajes.
Esta política aunada a la próxima remodelación del aeropuerto potenciará el número de operaciones aéreas en Chiclayo, lo cual podrá devenir en la consolidación de este terminal como un hub para el nororiente del país.

## Vuelos Nacionales

### Vuelos nacionales
| Destinos nacionales del Aeropuerto de Chiclayo CIX LIM TPP | Destinos nacionales del Aeropuerto de Chiclayo CIX LIM TPP | Destinos nacionales del Aeropuerto de Chiclayo CIX LIM TPP | Destinos nacionales del Aeropuerto de Chiclayo CIX LIM TPP | Destinos nacionales del Aeropuerto de Chiclayo CIX LIM TPP | Destinos nacionales del Aeropuerto de Chiclayo CIX LIM TPP | Destinos nacionales del Aeropuerto de Chiclayo CIX LIM TPP | Destinos nacionales del Aeropuerto de Chiclayo CIX LIM TPP |
| ---------------------------------------------------------- | ---------------------------------------------------------- | ---------------------------------------------------------- | ---------------------------------------------------------- | ---------------------------------------------------------- | ---------------------------------------------------------- | ---------------------------------------------------------- | ---------------------------------------------------------- |

## Aerolíneas y destinos

### Aerolíneas
| Aerolíneas                                | Ciudades                            | Aeronave                 | Alianza       |
| ----------------------------------------- | ----------------------------------- | ------------------------ | ------------- |
| JetSmart Perú 1 destino                   | Nacional: (1) Lima                  | Airbus A320neo           | N/A           |
| LATAM Perú 1 destino                      | Nacional: (1) Lima                  | Airbus A319, Airbus A320 | N/A           |
| Star Perú 1 destinos                      | Nacionales: (2) Lima, Tarapoto      | Boeing 737-300           | N/A           |
| Copa Airlines 1 destino                   | Internacional: (1) Ciudad de Panamá | Boeing 737-800           | Star Alliance |
| Total: 2 destinos, 2 países, 5 aerolíneas |                                     |                          |               |

### Destinos internacionales
| Lima (1 destino, 3 aerolíneas)      |                                                                          |                                    |
| Lima                                | Aeropuerto Internacional Jorge Chávez                                    | JetSmart Perú LATAM Perú Star Perú |
| Loreto (1 destino, 1 aerolínea)     |                                                                          |                                    |
| Iquitos                             | Aeropuerto Internacional Coronel FAP Francisco Secada Vignetta (Via TPP) | Star Perú                          |
| San Martín (1 destino, 1 aerolínea) |                                                                          |                                    |
| Tarapoto                            | Aeropuerto Cadete FAP Guillermo del Castillo Paredes                     | Star Perú                          |

| Ciudades                              | Nombre del aeropuerto               | Aerolíneas    | Aeronave      | Frecuencias por semana |
| Centroamérica                         | Centroamérica                       | Centroamérica | Centroamérica | Centroamérica          |
| ------------------------------------- | ----------------------------------- | ------------- | ------------- | ---------------------- |
| Panamá (1 destino, 1 aerolínea)       |                                     |               |               |                        |
| Ciudad de Panamá                      | Aeropuerto Internacional de Tocumen | Copa Airlines | B738          | 2                      |
| Total: 1 destino, 1 país, 1 aerolínea |                                     |               |               |                        |

## Enlaces
- Página oficial del operador AdP
- http://www.skyscrapercity.com/showthread.php?t=1428544

- Datos: Q3275990
- Multimedia: Cap. FAP José A. Quiñones Gonzáles International Airport / Q3275990